# فرودگاه بویل
فرودگاه بویل (به انگلیسی: Boyle Airport) یک فرودگاه همگانی است که یک باند فرود چمن دارد و طول باند آن ۹۱۴ متر است. این فرودگاه در کشور کانادا قرار دارد و در ارتفاع ۶۵۷ متری از سطح دریا واقع شده‌است.